# Aitia
Aitia, altgriechisch αἰτία, kann mit ‚Ursache‘ übersetzt werden. Aristoteles verwendet diesen Begriff aber in einer breiteren Bedeutung. Der Sinn dieses zentralen aristotelischen Terminus' lässt sich oft als ‚Grund‘ oder auch ‚Erklärung‘ wiedergeben: Notwendige Bedingung dafür, Wissen von etwas zu haben, heißt seine aitiai angeben zu können. Hiervon gibt es für Aristoteles vier:
1. die Materialursache (in mittelalterlicher Tradition: causa materialis): etwa Ursachen, die darin liegen, welche Materialien zum Bau eines Hauses verwendet werden;
2. die Wirkursache (causa efficiens): die Kausalität im engeren Sinne; hier die Arbeit derjenigen, die den Bauprozess ausführen;
3. die Formursache (causa formalis): Ideen, Absichten usw.; hier der Entwurf des Architekten (auch: die Baukunst)
4. die Final- oder Zweckursache (causa finalis): hier die Tatsache, dass ein Haus Schutz bietet.

## Rechtfertigung der Einteilung in vier (aitiai) Ursachen
Will man die Einteilung in gerade vier aitiai rechtfertigen, so muss man betrachten, was durch ihre Angabe erklärt werden soll. Das sind Dinge und Veränderungen. Nach Boris Hennig kann man unterscheiden: zum einen zwischen dem natürlichen Ding, das sich verändert, und der natürlichen Veränderung, der das natürliche Ding unterliegt; zum anderen zwischen dem, woraus ein natürliches Ding/eine natürliche Veränderung wird, was es/sie ist, und dem wozu das natürliche Ding/die natürliche Veränderung wird. Kombiniert man diese beiden Unterscheidungen, so ergibt sich die folgende Kreuzklassifikation:
|                                                           | natürliches Ding, das sich verändert                                                                                   | die natürliche Veränderung, der das Ding unterliegt                                                                 |
| --------------------------------------------------------- | --- | --- |
| woraus das Ding oder die Veränderung wird, was es/sie ist | Die Stoffursache betrifft natürliche Dinge, nicht Veränderungen und ist das, woraus diese werden, was sie sind.        | Die Wirkursache betrifft natürliche Veränderungen und ist das, woraus die Veränderung wird, was sie ist.            |
| wozu das Ding oder die Veränderung wird                   | Die Formursache betrifft auch nur natürliche Dinge und ist das, wozu das Ding wird, wenn es sich natürlich entwickelt. | Die Zweckursache betrifft auch nur natürliche Veränderungen und ist das, wozu diese werden, wenn sie sich ereignen. |